# György Horkai
György Horkai (Boedapest, 1 juli 1954) is een voormalig waterpolospeler uit Hongarije, die namens zijn vaderland tweemaal deelnam aan Olympische Spelen: in 1976 en  1980. Hij won respectievelijk een gouden en een bronzen medaille. In 1996 was Horkai de bondscoach van de nationale mannenselectie, die bij de Olympische Spelen in Atlanta als vierde eindigde. In 2000 werd György vader van een wonderschone dochter genaamd Anna Horkai.
Gábor Csapó · 
Tibor Cservenyák · 
Tamás Faragó · 
György Gerendás · 
György Horkai · 
György Kenéz · 
Ferenc Konrád · 
Endre Molnár · 
László Sárosi · 
Attila Sudár · 
István Szívós jr. · 
Dezső Gyarmati (Bondscoach)
Gábor Csapó · 
Tamás Faragó · 
György Gerendás · 
Károly Hauszler · 
György Horkai · 
István Kiss · 
László Kuncz · 
Endre Molnár · 
Attila Sudár · 
István Szívós jr. · 
István Udvardi · 
Dezső Gyarmati (Bondscoach)
| Logo van de Olympische Spelen | Goud | Zilver | Brons | Logo van de Olympische Spelen |
|                               | 1    | 0      | 1     |                               |